# Giovanni Maria Lancisi
Giovanni Maria Lancisi (Roma, 25 de outubro de 1654 — Roma, 20 de janeiro de 1720) foi um médico e cientista italiano.

## Biografia
Nascido em Roma e criado em Orvieto, retornou aos 12 anos à cidade natal. Ao término dos estudos primários ingressou na faculdade de Medicina, obtendo sucesso em pouco tempo. Graduado em Filosofia e Medicina em 1672, em 1676 obtém o cargo de médico assistente no Antigo Hospital de Santo Spirito in Sassia.
Em 1685 lhe foi oferecida a cátedra de Anatomia, de onde saiu em 1695 para passar à cátedra de medicina teórica. Nomeado arquiatro pelos papas Inocêncio XI e Inocêncio XII e depois confirmado por Clemente XI. Por esse motivo foi membro laico da família pontífice. Deixou sua rica biblioteca de volumes e manuscritos ao Hospital di S. Spirito, junto com uma renda que permitiu fundar a atual Biblioteca Lancisiana. É reconhecido unanimemente como um dos mais importantes médicos de tradição italiana.

## Obras
Anatomista, fisiólogo, botânico, se dedicou também à literatura e às antiguidades. No campo da Anatomia o seu nome está ligado às estrias longitudinais mediais do corpo caloso e à edição da Tabulae anatomicae de Bartolomeo Eustachio (1714). Publicou também a Metallotheca di Michele Mercati (1717).
Entre as obras de medicina de Lancisi estão De subitaneis mortibus (1707), a Dissertação de recta medicorum studiorum ratione instituenda (1715), e o póstumo De motu cordis et aneurysmatibus (1728), com os quais contribuiu ao desenvolvimento da fisiopatologia cardiocirculatória, distinguindo a hipertrofia da dilatação do coração e estudando as origens dos aneurismas.
Afirmou a possibilidade da transmissão da malária por meio do mosquito, encorajando a combate ao mesmo. Em De bovilla peste (1712) e no sucessivo De noxiis paludum effluviis eorumque remediis (1717) defende a concepção original, do contato de doenças intervivos, principalmente sobre os que eram contra a contaminação por aspiração de partículas ácidas e corrosivas. Destinado a ensinar a história da medicina moderna, se propôs a estudar a etiologia da sarna proposta por Giovanni Cosimo Bonomo e Diacinto Cestoni. Houve muita controvérsia entre Lancisi e Bonomo.